# Valentino Orsini
Valentino Orsini (* 19. Januar 1927 in Pisa; † 25. Januar 2001 in Cerveteri) war ein italienischer Drehbuchautor und Filmregisseur. Wiewohl dem Publikum kaum bekannt, gilt er als einer der innovativsten Regisseure der 1960er-Jahre.

## Leben
Orsini interessierte sich früh für Kunst und arbeitete als Bildhauer, Dramaturg, Kinokritiker und Amateurfilmemacher, bevor er ab 1954 sein Interesse dem Dokumentarfilm zuwandte. Oft in Zusammenarbeit mit den Brüdern Tavani legte er bis 1971 zahlreiche vortreffliche Arbeiten auf diesem Gebiet vor. Besonders gerühmt wurden San Miniato, luglio 1944 (aus dem Jahr 1955) und der im Jahr darauf entstandene I cavatori di pietra sowie der zusammen mit Joris Ivens und den Tavianis realisierte L'Italia non c'è un paese povero (im Jahr 1960). Mit letzteren legte er auch seinen ersten Spielfilm Un uomo da bruciare im Jahre 1962 vor, dem sie die Komödie I fuorilegge del matrimonio folgen ließen. Nach weiteren Jahren beim Dokumentar- und Industriefilm kehrte Orsini als alleiniger Regisseur zurück und bearbeitete mit I dannati della terra ein aktuelles Problem: die klare Analyse der Lebenskrise eines Intellektuellen, der mit den Problemen der Dritten Welt konfrontiert wird. Seine folgenden Filme zeugen bei einer gewissen Künstlichkeit aber vom tiefen Mitgefühl des Regisseurs mit seinen Protagonisten, beim Resistenza-Film I corbari ebenso wie im Drogendrama Absturz in die Hölle (Figlio mio infinitamente caro...).
In späteren Jahren unterrichtete Orsini Regie am Centro Sperimentale di Cinematografia.

## Filmografie (Auswahl)

### Regie
- 1962: Gebrandmarkt (Un uomo da bruciare) (Ko-Regie)
- 1968: Die Verdammten dieser Erde (I dannati della terra)
- 1970: Die letzten Partisanen (Corbari)
- 1971: Der Geliebte der großen Bärin (L'amante dell'Orsa maggiore)
- 1985: Absturz in die Hölle (Figlio mio infinitamente caro...)

### Drehbuch
- 1977: Kleinhoff Hotel